# Blackrod
Blackrod – miasto w Anglii, w hrabstwie ceremonialnym Wielki Manchester, w dystrykcie metropolitalnym Bolton. Leży 27 km na północny zachód od centrum miasta Manchester. W 2001 miasto liczyło 5300 mieszkańców.